# Eosybra bipunctata
Eosybra bipunctata är en skalbaggsart som beskrevs av Stefan von Breuning 1942. Eosybra bipunctata ingår i släktet Eosybra och familjen långhorningar. Inga underarter finns listade i Catalogue of Life.